# Pinga (football, 1924)
Pour les articles homonymes, voir Pinga (homonymie).
José Lázaro Robles, mieux connu sous le nom de Pinga (né le 11 février 1924 à São Paulo et mort le 8 mai 1996 à Campinas au Brésil), était un joueur et entraîneur de football brésilien.